# キア・ソレント
ソレント(SORENTO)は、韓国のKIAが製造・販売しているSUVである。

## 初代（2002年-2009年）BL型
2002年登場。以来、欧米市場におけるキアの最量販車種の一つとなっている。エンジンは直42.4リットルガソリンエンジン、V63.5リットルガソリン（シグマエンジン）、直列4気筒2.5リットルディーゼルエンジンの三種類。2006年にはフェイスリフトが行われ、ガソリンエンジンも3.5リットルが3.8リットル（ラムダエンジン）に置き換えられた。朝鮮日報によってデザインが初代トヨタ・ハリアー / レクサス・RXに酷似していると指摘されている。ハリアーはモノコックボディであるが、ソレントはヒュンダイ・テラカン（二代目三菱・パジェロベースの中型SUV）のプラットフォームを用いて開発されたため、ラダーフレームシャシーを採用している。
マレーシアではキアの現地パートナーであるナザのブランドで製造・販売されており、国産車の認定を受けている。

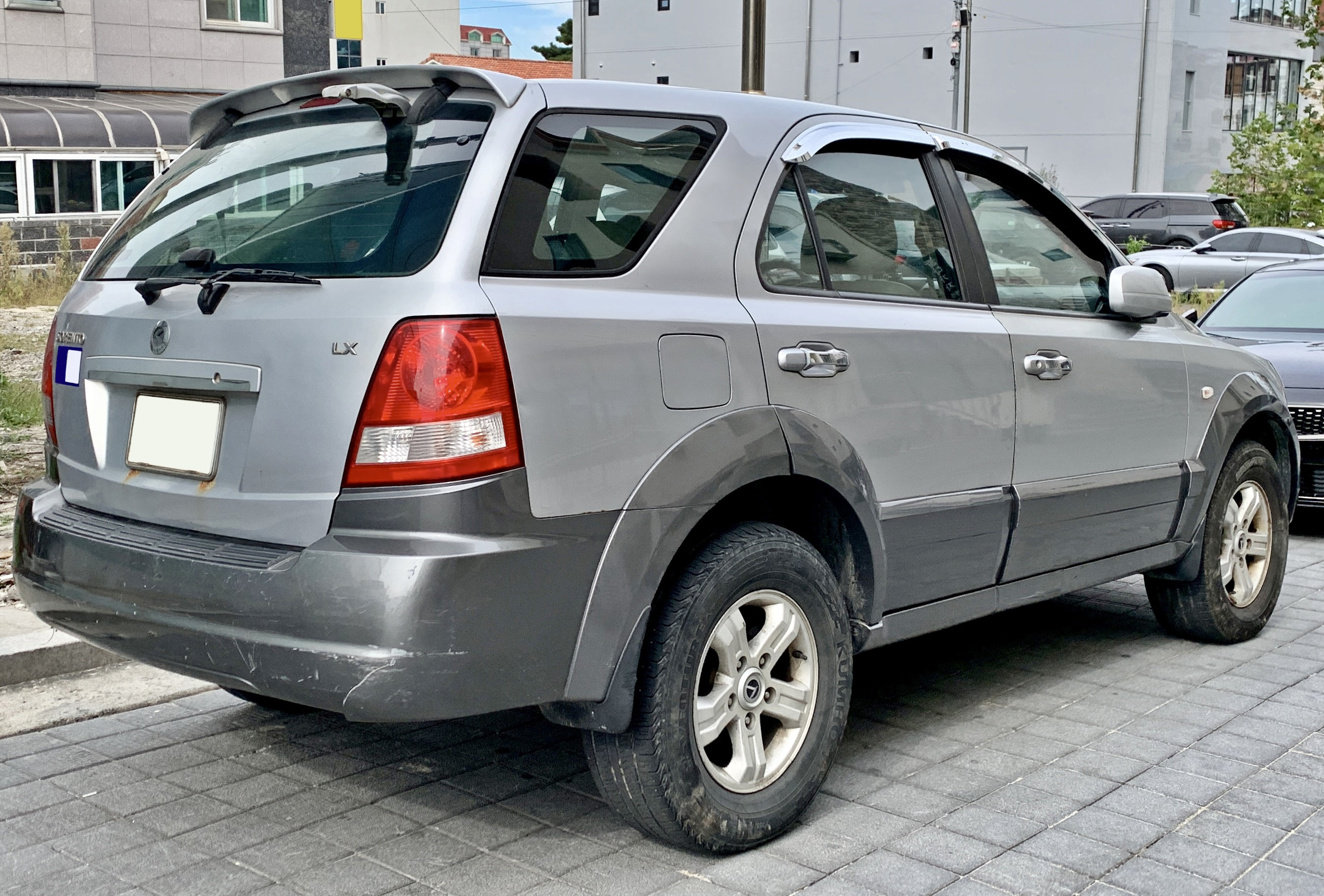
前期型(リア)
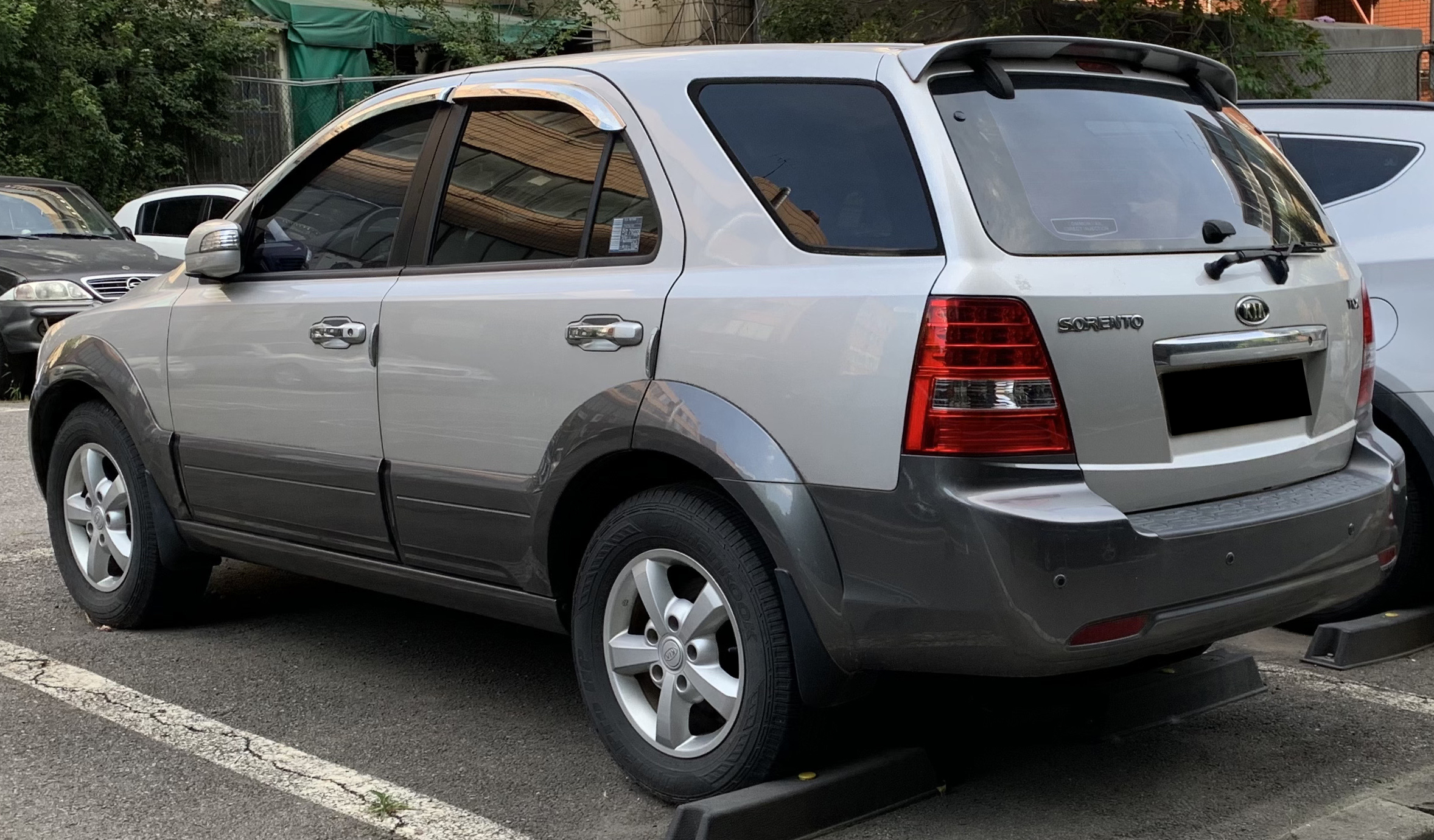
後期型(リア)

## 2代目（2009年-2015年）XM型
2009年4月　ソウルモーターショーで発表後、発売。韓国仕様は車名を「ソレントR」とした。先代のボディ・オン・フレーム構造から一転して、乗用車と同じモノコックボディを採用したクロスオーバーSUVとなっている。2.7L・LPG（162PS）、2.4L・ガソリン（175PS）、2.2L・ディーゼル（200PS）の3種のエンジン全てに6速ATを搭載するが、このうちAWDの設定があるのは2.2L・ディーゼルのみである。尚、2.2Lディーゼルは低公害車としての認証を受け、軽油自動車環境改善負担金が5年間免除の対象となっている（ソウル市基準で約70万ウォン）。
装備面では、リヤコンビランプへの発光ダイオードの採用、JBLと共同開発したオーディオシステム、スマートエントリー&プッシュスタートシステムを備えるなど、先代以上の充実度となった。
欧州デビューは2009年9月のフランクフルトモーターショーで、北米デビューは2009年12月のロサンゼルスオートショーであった。北米仕様車には直列4気筒 2.4L (175hp) またはV型6気筒 3.5L (276hp) エンジンが搭載される。北米向けのソレントはアメリカ合衆国ジョージア州ウェストポイントに建設されたKMMG（キア・モーターズ・マニュファクチュアリング・ジョージア）で生産される最初の車種であり、2009年11月16日に生産が開始された。翌2010年1月にアメリカ国内で発売が開始されたが、同月の販売台数は7,398台でキアのベストセラーとなった。なお、KMMGではソレントに加えてヒュンダイ・サンタフェの生産も移管されることになっている。
2012年6月18日、大幅改良を受けたソレントの概要が発表される。韓国では7月10日に「ニューソレントR」が発売された。8月16日には欧州仕様の詳細が発表された。外観や内装、アルミホイールのデザインの変更だけにとどまらず、プラットフォームも完全に刷新されてDM型ヒュンダイ・サンタフェと共通のものになった。欧州仕様のエンジンのラインナップは「R」 2.0Lディーゼル 110kW (150PS)、改良版「R」 2.2L ディーゼル 145kW (198PS)、2.4L GDI 144kW (197PS) の3つとなる。いずれもトランスミッションは6速MTが標準となり、オプションで6速ATが選択できる。

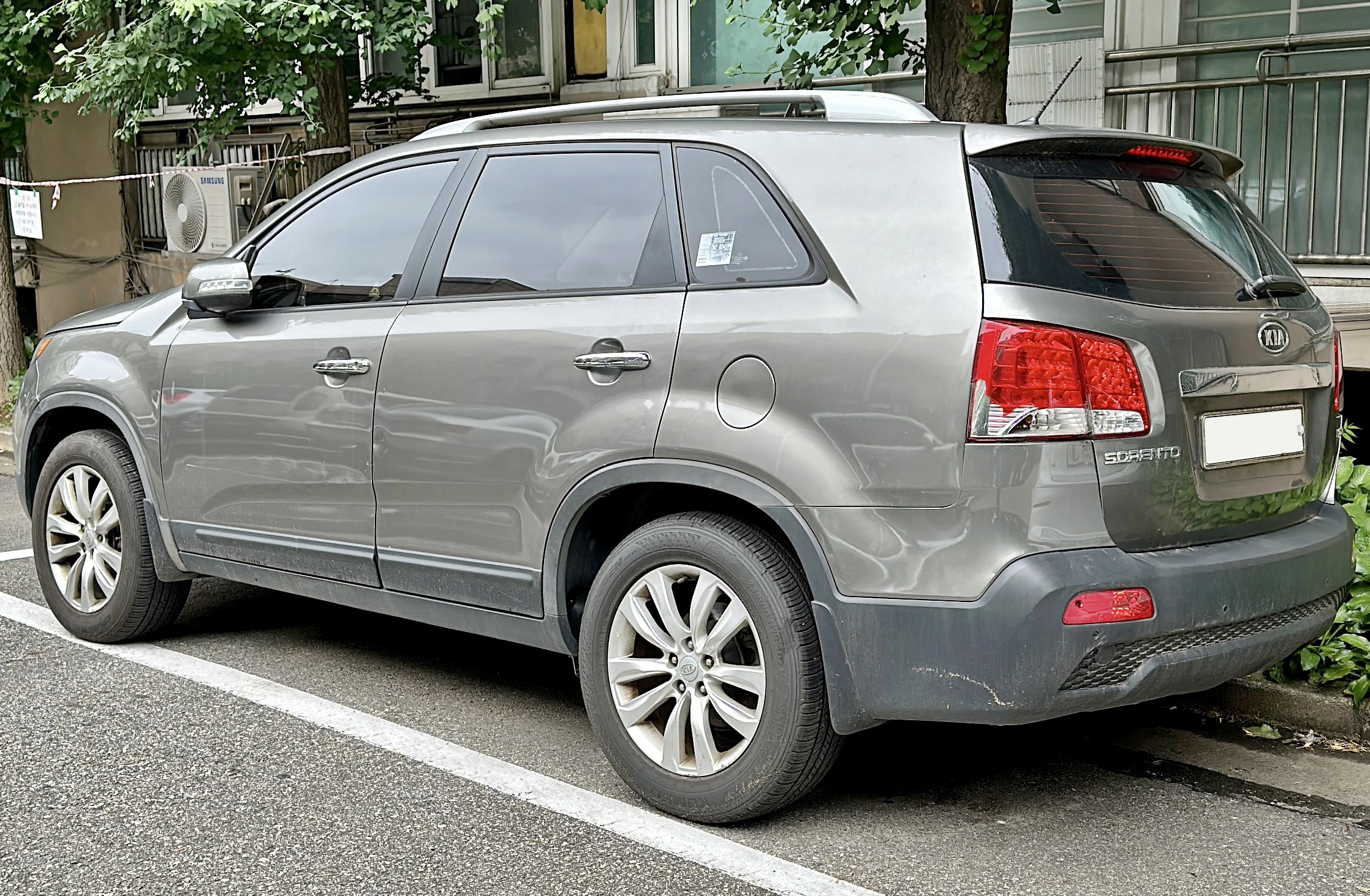
前期型（リア）
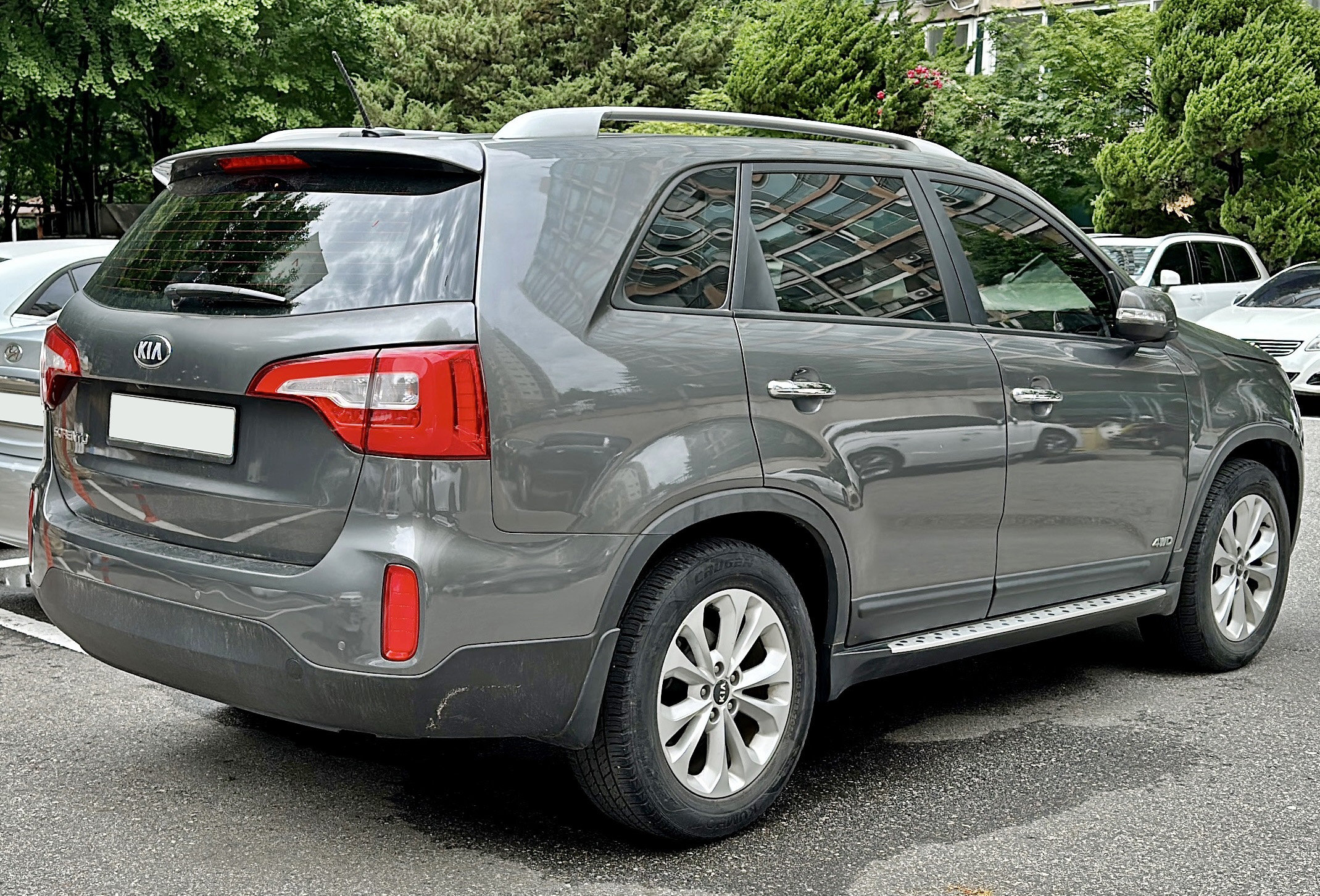
後期型（リア）

## 3代目（2015年-2020年）UM型
2014年8月29日、韓国にて発表。韓国国内仕様の名称は「ソレントR」から他国仕様同様の「ソレント」に戻った。エクステリアは韓国、ドイツ、アメリカの各デザインスタジオの連携で形成され、2013年のシカゴオートショーならびにソウルモーターショーで披露されたコンセプトカー「クロスGT」のデザインエッセンスを各部に反映するとともに、近年の起亜のデザインアイコンである「タイガーノーズグリル」はさらに大型化され、存在感を際立たせている。ボディサイズはさらに拡大され、先代比で全長が95mm、全幅が5mm、ホイールベースが80mm延長された。エンジンはサンタフェと同じく2.0Lと2.2Lの2種の直噴ディーゼルを用意する。
2017年7月には韓国でフェイスリフトを受け、新たにLEDヘッドライト、新造形のLEDリヤコンビレンズなどを採用。安全装備も強化されている。

## 4代目（2020年- ）MQ4型
2020年2月17日発表。同年3月、ジュネーヴモーターショーにて初公開を予定していたが、新型コロナウイルス感染症 (COVID-19)の流行によって中止された。
エクステリアデザインはフロントにLEDヘッドライトと調和する「タイガーノーズグリル」を採用した。
パワートレインは、韓国・ヨーロッパ向けには1.6Lターボガソリンエンジンに44.2 kWを発揮するモーターと1.49 kWhリチウムイオンバッテリーを組み合わせたハイブリッドモデルに加え、2.2Lディーゼルエンジンを搭載したモデルをラインナップ。北米向けには韓国・ヨーロッパ向けと同じハイブリッドモデル、2.5Lガソリンエンジン、2.5Lターボガソリンエンジンを搭載したモデルをラインナップした。また、2020年8月26日にはプラグインハイブリッドモデルを発表。最高出力180ps、最大トルク265N·mを発揮する1.6Lターボガソリンエンジンに最高出力66.9kW、最大トルク304N·mを発生させるモーター、容量13.8kWhのリチウムイオンバッテリーを組み合わせ、システム全体で最高出力265ps、最大トルク350N·mを発揮する。
新型の「ソレント」では、インフォテインメントシステムなどを搭載し、最新の10.25インチ・タッチスクリーン・インフォテインメントシステムのほか、12.3インチの高解像度デジタルインストルメントクラスターも搭載されている。Apple CarPlayやAndroid Autoを用いることで、スマートフォンと全てのインフォテインメントシステムをシームレスに接続。優れたコネクティビティも備えている。また、前方衝突回避アシストシステムやサラウンドビューモニター、インテリジェントスピードリミットアシストシステムなど、様々な先進安全技術も搭載されている。

## 販売台数
| 暦年 | アメリカ | カナダ | 韓国   | グローバル |
| ---- | -------- | ------ | ------ | ---------- |
| 2002 | 8,451    |        | 52,963 |            |
| 2003 | 40,787   |        | 68,051 |            |
| 2004 | 52,878   |        | 48,082 |            |
| 2005 | 47,610   |        | 29,521 |            |
| 2006 | 50,672   |        | 21,589 |            |
| 2007 | 36,300   |        | 11,963 |            |
| 2008 | 29,699   |        | 6,137  |            |
| 2009 | 24,460   |        | 1,039  |            |
| 2010 | 108,984  |        | 42,480 |            |
| 2011 | 130,235  |        | 40,602 |            |
| 2012 | 119,597  | 14,031 | 35,002 | 219,154    |
| 2013 | 105,649  | 14,542 | 29,168 |            |
| 2014 | 102,520  | 13,982 | 38,126 |            |
| 2015 | 116,249  | 14,372 | 77,767 |            |
| 2016 | 114,733  | 15,466 | 80,715 |            |
| 2017 | 99,684   | 14,181 | 78,458 |            |
| 2018 | 107,846  | 15,579 | 67,200 |            |
| 2019 | 95,951   | 16,054 | 52,325 |            |
| 2020 | 74,677   | 11,821 |        |            |

## 車名の由来
「ソレント」は、イタリア共和国カンパニア州ナポリ県にある街の名前（ソレント）に由来する。